# 卓火土
卓火土（英文名：H.T. Cho，1950年—），台灣企業家、專業經理人，曾任宏達電子執行長、總經理。

## 生平
畢業於台北工專電子科，畢業後，進入美商安培（AMPEX）在桃園龜山的印刷電路工廠，擔任維修工程師。之後進入美商迪吉多公司的桃園大溪廠工作，一路升任至台灣迪吉多電腦總工程師兼工程處處長。1990年，迪吉多公司大溪廠開始生產個人電腦，由卓火土負責；當時大眾電腦為主機板供應商，王雪紅任總經理，卓火土因此結識王雪紅。1997年，康柏電腦併購迪吉多公司，台灣分公司員工被資遣，卓火土因而失業。卓火土決定自行創業，成立宏達電子，並擔任總經理一職。
宏達電子最初以代工為主，曾為康柏公司代工iPAQ。微軟公司為了提升Win CE的市占率，也與宏達電合作開發PDA。1999年，宏達電獲得王雪紅威盛電子的投資。2004年，任宏達電公司執行長。2005年，卸任執行長，交給周永明，卓火土從宏達電退休，從事公益活動，只保留宏達電董事。
2002年，卓火土成立宏達基金會，極力協助鄉鎮及學校推動品格教育及建立品格文化。在退休後，主要從事公益活動。
2010年，宏達電董事會解除他的競業禁止條款，卓火土投資冠信（Atrust）公司，取得經營權，任總經理。2016年，任宏達電子公司惟妙科技董事。

## 現職
宏達社會福利慈善基金會董事長暨執行長。